# Elettrodo di riferimento

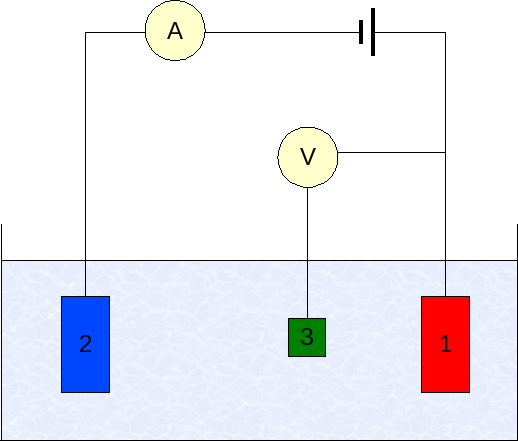
Apparato per la misurazione del potenziale di elettrodo:
1) elettrodo di lavoro
2) elettrodo ausiliario
3) elettrodo di riferimento.

Un elettrodo di riferimento è un elettrodo che presenta un potenziale di elettrodo ben determinato e stabile, indipendente dall'intensità di corrente che attraversa la cella elettrochimica in cui è inserito. Si dice a tale proposito che l'elettrodo di riferimento è "idealmente non polarizzabile": per ottenere ciò, ossia per rendere trascurabile il passaggio di corrente attraverso tale elettrodo, esso deve essere inserito in un circuito ad alta impedenza.
Gli elettrodi di riferimento sono utilizzati per la misura del potenziale elettrochimico a partire dal potenziale di cella, che è pari alla differenza di potenziale tra l'elettrodo di lavoro e l'elettrodo di riferimento.

## Esempi di elettrodi di riferimento
I più comuni elettrodi di riferimento sono:
- L'elettrodo normale a idrogeno (E = 0,000 V);
- L'elettrodo a calomelano;
- L'elettrodo rame | solfato di rame (II) (E = -0,318 V);
- L'elettrodo palladio | idrogeno
- L'elettrodo ad Ag/AgCl.

Elettrodo standard a idrogeno
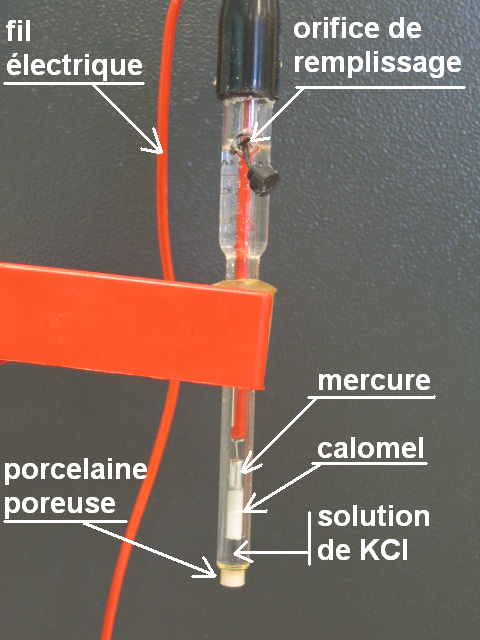
Elettrodo a calomelano saturo
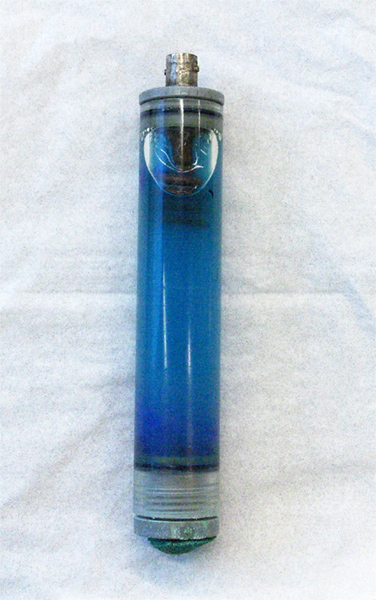
Elettrodo rame/solfato di rame
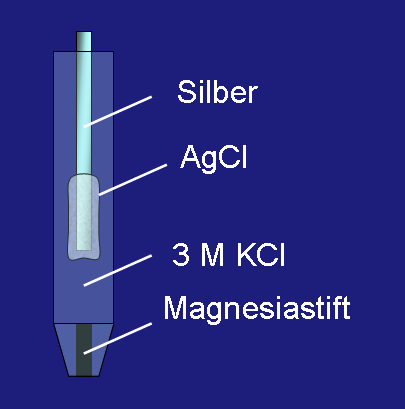
Elettrodo Ag/AgCl

## Requisiti degli elettrodi di riferimento
La stabilità degli elettrodi di riferimento è solitamente ottenuta utilizzando un sistema redox i cui costituenti sono a concentrazione costante.
La costanza della concentrazione della soluzione elettrolitica nella quale è immerso l'elettrodo di riferimento è in genere assicurata utilizzando:
- un setto poroso per separare le due semicelle, garantendo al tempo stesso il passaggio delle cariche;[3]
- un sistema tampone o una soluzione satura) per evitare che la soluzione vari il proprio pH.

Altro requisito essenziale degli elettrodi di riferimento è l'essere non polarizzati.